# Helmeroth
Helmeroth ist eine Ortsgemeinde im Landkreis Altenkirchen (Westerwald) in Rheinland-Pfalz. Sie gehört der Verbandsgemeinde Altenkirchen-Flammersfeld an.

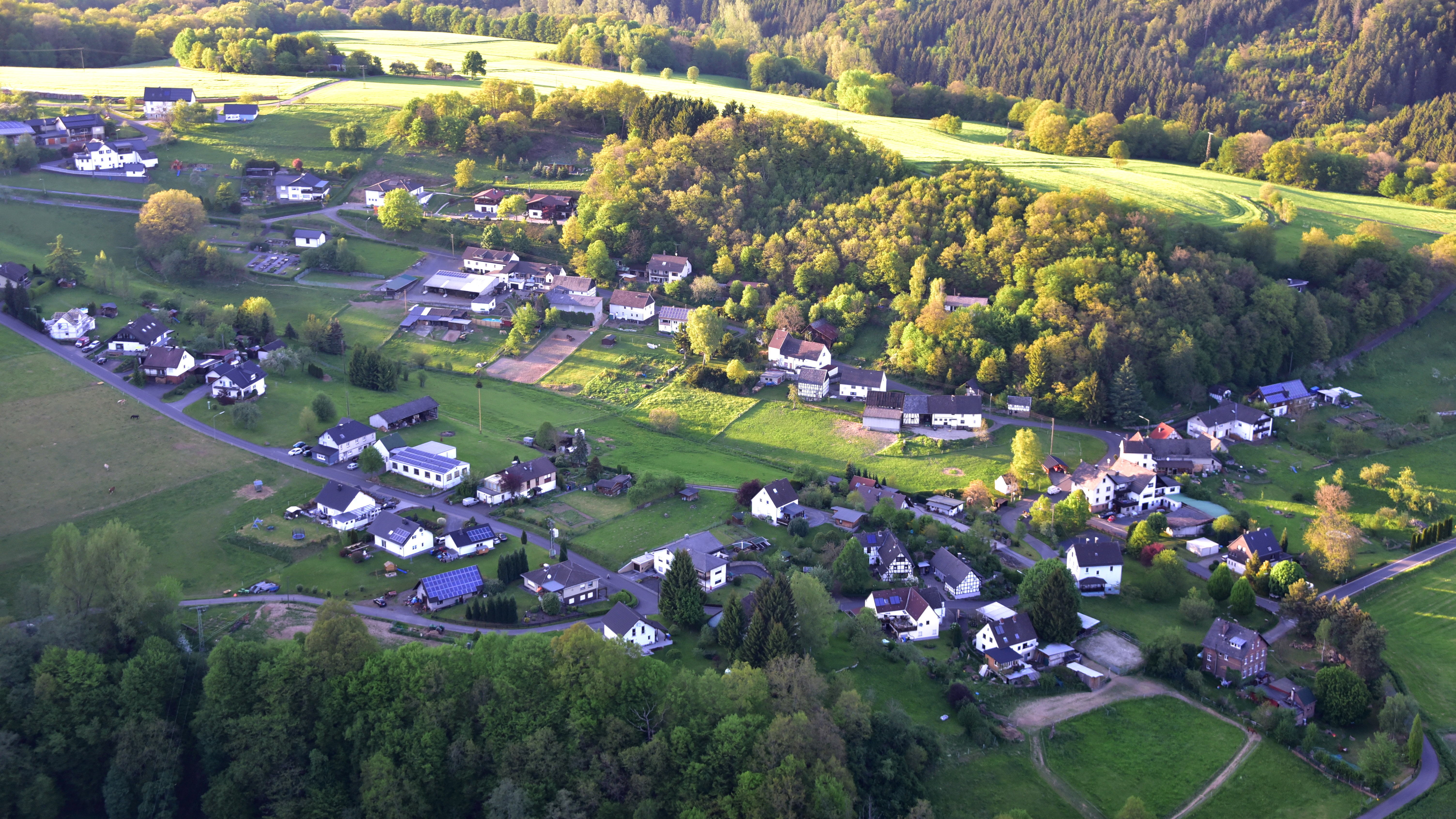
Helmeroth, Luftaufnahme (2017)

## Geographie

### Geographische Lage
Helmeroth ist ein Dorf im Westerwald, in einem der ältesten Landschaftsschutzgebiete von Rheinland-Pfalz, dem „Nistertal“, einem Teilgebiet der Kroppacher Schweiz.

### Ausdehnung des Gemeindegebiets
Die Gemeinde besteht aus den fünf Ortsteilen Helmeroth, Helmerotherhöhe, Flögert, Eng und Helmerothermühle. Das Gemeindegebiet umfasst eine Fläche von 3,57 km², davon sind knapp 45 % Wald.
Im Norden des Hauptortes liegt Langenbach (Bruchertseifen); der Ortsteil Eng befindet sich im Westen auf der anderen Nister-Seite Richtung Burbach, der Ortsteil Flögert und die Helmerother Mühle im Süden in Richtung Stein-Wingert, der Ortsteil Helmerotherhöhe liegt auf 297 m Höhe nahe der B 256 zwischen Eichelhardt und Bruchertseifen.

## Geschichte

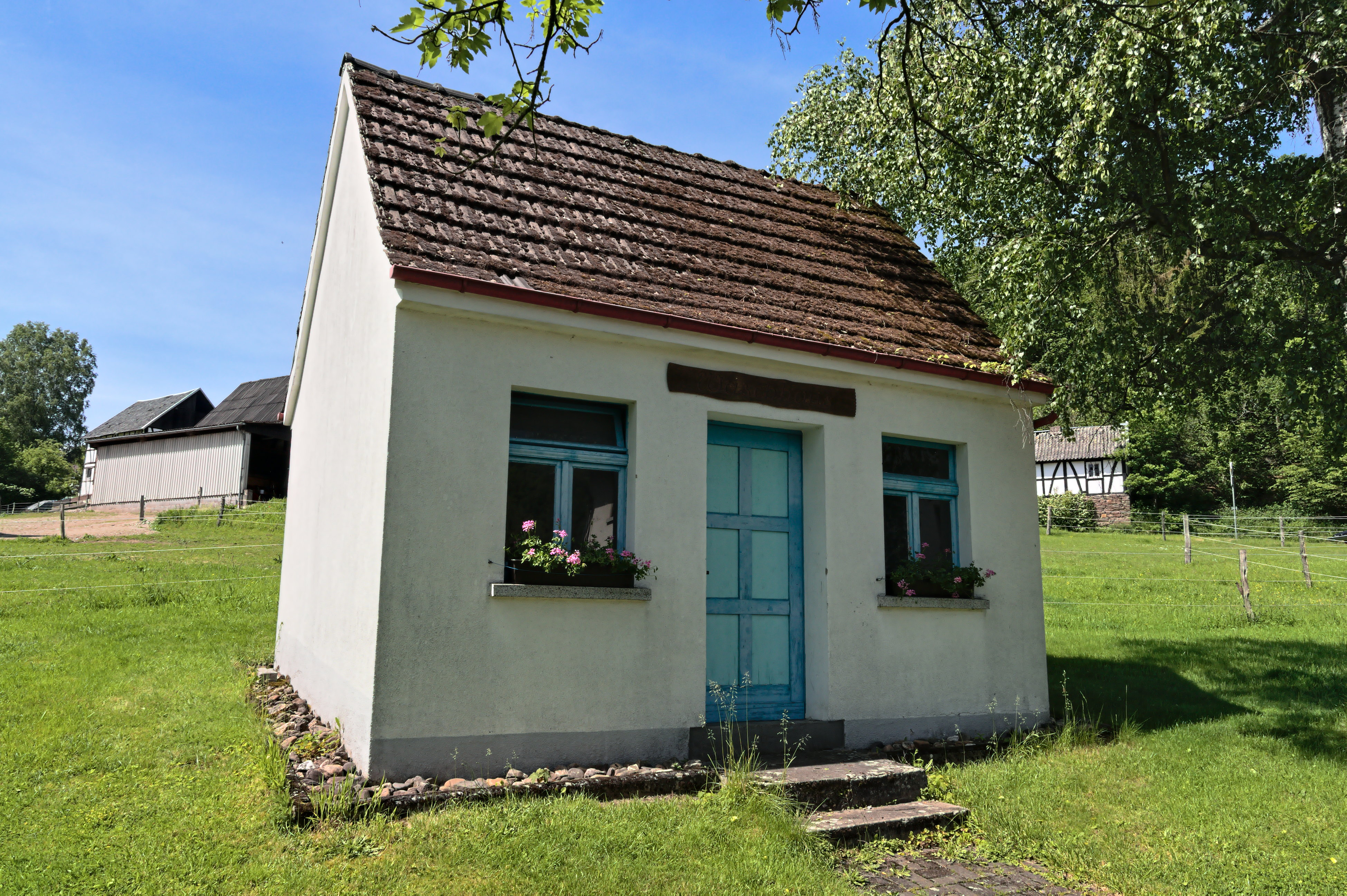
Altes Waschhaus im Dorfkern

Die erste urkundliche Erwähnung des Ortes Helmeroth, zusammen mit benachbarten Langenbach (heute Ortsteil von Bruchertseifen), findet sich in einer Aufstellung der Güter der Kirche zu Hilgenroth, die 1446 am Kirchspielgericht Altenkirchen ausgefertigt wurde. 1451 werden dem Walpoden von der Neuerburg, Herren von Reichenstein Zehntrechte im Kirchspiel Kroppach bestätigt und dabei auch Helmeroth genannt. Die Helmerother Mühle wird 1492 erstmals erwähnt.
Helmeroth gehörte zur Grafschaft Sayn und nach deren Teilung seit dem 17. Jahrhundert zur Grafschaft Sayn-Altenkirchen. Innerhalb der Grafschaft gehörte Helmeroth zum Kirchspiel Altenkirchen, das auch eine weltliche Verwaltungseinheit darstellte und die niedere Gerichtsbarkeit ausübte. 1803 wurde die Grafschaft und damit Helmeroth dem Fürstentum Nassau-Usingen zugesprochen (1806 Herzogtum Nassau) und kam 1815 infolge der Beschlüsse des Wiener Kongresses 1815 an Preußen. Unter der preußischen Verwaltung gehörte Helmeroth zur Bürgermeisterei Altenkirchen im 1816 neu gebildeten gleichnamigen Kreis im Regierungsbezirk Koblenz, der von 1822 an zur Rheinprovinz gehörte.
Am 30. Mai 1943 stürzte unweit von Flögert ein Vickers Wellington Bomber ab. Während sich die Besatzung mit dem Fallschirm retten konnte, wurde der Pilot (Sergeant Ferguson) bei der Bruchlandung schwer verletzt. Er wurde nach Wissen in das Krankenhaus gebracht und kam nach seiner Genesung in Kriegsgefangenschaft.
1946 wurde die Gemeinde Teil des Landes Rheinland-Pfalz.
Bis 1974 gehörte auch der rechts des Langenbachs liegende Teil des heute ganz zur Gemeinde Bruchertseifen gehörenden Ortsteils Langenbach zur Gemeinde Helmeroth, der links des Bachs liegende Teil von Langenbach gehörte schon immer zu Bruchertseifen.
Kirchlich war Helmeroth der Altenkirchener Filialkirche in Hilgenroth zugeordnet. Ursprünglich gehörte das Kirchspiel Altenkirchen zum Erzbistum Köln. Durch die saynische Reformation wurde auch die Einwohner von Helmeroth zunächst 1561 der Lutherischen und 1605 der Reformierten Lehre zugeführt. Noch heute gehören die Einwohner mit rund 60 % überwiegend der Evangelischen Kirche an.
Statistik zur Einwohnerentwicklung
Die Entwicklung der Einwohnerzahl von Helmeroth bezogen auf das heutige Gemeindegebiet; die Werte von 1871 bis 1987 beruhen auf Volkszählungen:
| Jahr | Einwohner |
| ---- | --------- |
| 1815 | 142       |
| 1835 | 162       |
| 1871 | 210       |
| 1905 | 243       |
| 1939 | 243       |
| 1950 | 265       |
| 1961 | 237       |

| Jahr | Einwohner |
| ---- | --------- |
| 1970 | 235       |
| 1987 | 206       |
| 1997 | 211       |
| 2005 | 217       |
| 2011 | 188       |
| 2017 | 179       |
| 2023 | 209       |

## Politik

### Gemeinderat
Der Gemeinderat in Helmeroth besteht aus sechs Ratsmitgliedern, die bei der Kommunalwahl am 9. Juni 2024 in einer Mehrheitswahl gewählt wurden, und dem ehrenamtlichen Ortsbürgermeister als Vorsitzendem.

### Bürgermeister
Stefan Hassel wurde am 23. August 2024 Ortsbürgermeister von Helmeroth. Bei der Direktwahl am 9. Juni 2024 war er als einziger Bewerber mit 90,2 % für fünf Jahre gewählt worden.
Sein Vorgänger Paul Stefes hatte das Amt von 2010 bis 2024 ausgeübt.

### Wappen
| Wappen von Helmeroth | Blasonierung: „Geviert, 1 rot, 2 und 3 gold, 4 grün, in 1 ein blaugezungter und -bewehrter goldener leopardierter Löwe, in 2 ein schräglinker blauer Wellenbalken, in 3 ein schwarzes Mühlrad, in 4 silberne gekreuzte Hammer und Schlägel.“ |
| Wappen von Helmeroth | Wappenbegründung: Der Leopard auf rotem Grund stellt die frühere Zugehörigkeit der Ortsgemeinde Helmeroth zur Grafschaft Sayn und zur Grafschaft Sayn-Altenkirchen dar. Der blaue Wellenbalken vor gelbem Hintergrund symbolisiert den Fluss Nister in der Ortsgemeinde. Das Mühlrad nimmt Bezug auf die Helmerother Mühle. Darüber hinaus wird die Bergwerkstradition in Helmeroth anhand der Werkzeuge Hammer und Schlägel herausgestellt. Das grüne Feld, Symbol für Feld und Wald zugleich, steht für die Landwirtschaft und die Forstwirtschaft im Westerwald. Letztlich bringt der blaue Wellenbalken auf goldenem Grund die Zugehörigkeit der Ortsgemeinde zu Nassau am Anfang des 19. Jahrhunderts zum Ausdruck. |

## Sehenswürdigkeiten
In Helmeroth befinden sich einige unter Denkmalschutz gestellte Kulturdenkmäler.
- Die nahe dem Ortsteil Flögert gelegene Helmerother Mühle, eine ehemals gräfliche Bannmühle, deren Ursprung in das 15. Jahrhundert reicht (urkundlich 1492 erwähnt) und als Öl- und Getreidemühle genutzt wurde.[15] Bei den heutigen Gebäuden handelt es sich um Fachwerkbauten, teilweise massiv, aus dem 19. und frühen 20. Jahrhundert. Die Mühle und der Wohnteil sind von 1871, das ehemalige Gesindehaus von 1920. Bis in die 1940er Jahre war sie eine der modernsten Mühlen an der Nister, 1959 wurde der Betrieb eingestellt.
- In den Ortsteilen Helmeroth und Flögert befinden sich fünf Fachwerkhäuser, die aus dem 17. und 18. Jahrhundert stammen.
- Neben der Helmerother Mühle befindet sich ebenso eine als Seilhängebrücke von Flögert bezeichnete Fußgängerbrücke. Erstmals erbaut um das Jahr 1920 für Landwirte, die ihr Getreide zur Helmerother Mühle brachten, dient die 2010 neu errichtete und mit 37 Metern ehemals längste Seilhängebrücke von Rheinland-Pfalz heute Wanderern zur Querung der Nister.[16]

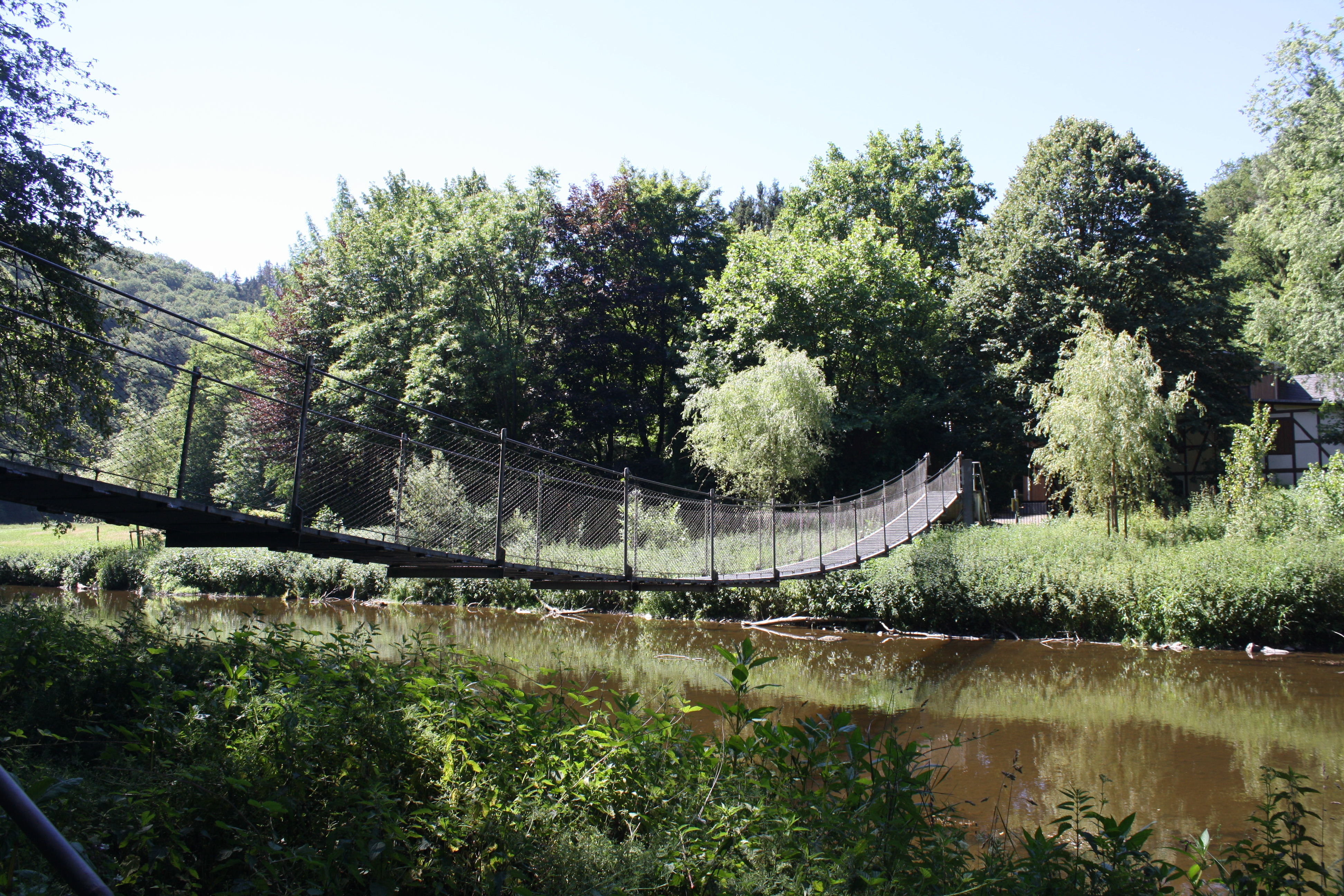
Die Seilhängebrücke von Flögert, hinten rechts die Helmerother Mühle

- Siehe auch Liste der Kulturdenkmäler in Helmeroth